# 防腐剤
防腐剤（ぼうふざい）とは、(1)微生物の侵入・発育・増殖を防止して、(2)腐敗・発酵が起こらないようにする、「静菌作用」を目的として使われる薬剤である。必ずしも殺菌作用はなく、持続的に働くことが求められる。

## 種類
以下の3種に大きく分けられる。

### 工業用防腐剤
例：コールタール（木材防腐用）

### 食品防腐剤（保存料：食品添加物）
人体に無害、かつ、食品を食べられる状態に保つものでなければならない。
例：安息香酸

### 医薬品防腐剤
化粧品、目薬など。
例：パラヒドロキシ安息香酸エステル類（略称パラベン）

## 類似物
類似のものに、微生物を直接死滅させる殺菌剤や消毒剤がある。工業用防腐剤には同じ作用を持つものもあるが、食品用や医薬品用の防腐剤は微生物の侵入・発育・増殖を防ぐのみである点で、それらのものとは異なる。